# Nina Kamto Njitam
Nina Kamto Njitam (født 25. juni 1983 i Yaoundé, Cameroun) er en tidligere kvindelig fransk håndboldspiller, der spillede for Frankrigs kvindehåndboldlandshold, som stregspiller.
Hun har spillet for den franske storklub Metz Handball stort set hele hendes karriere, fra 2001 til 2016 hvor hun stoppede karrieren.